# Natuurlijke brug

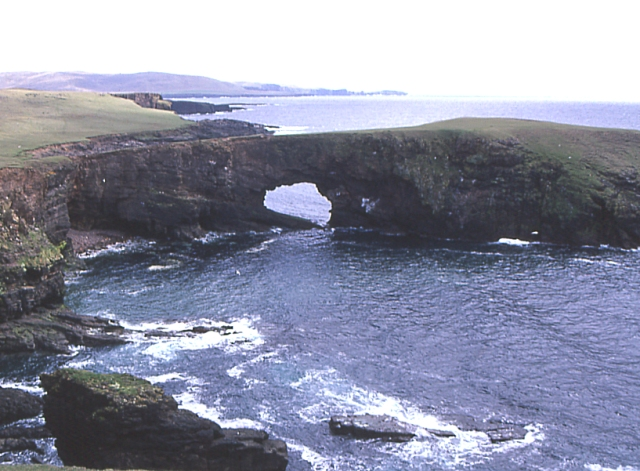
Aesha Head is een natuurlijke brug op de Shetland die is ontstaan door kusterosie

Men spreekt van een natuurlijke brug of natuurlijke boog als bij een rotsformatie op natuurlijke wijze (d.i.door erosie) een gat in het gesteente werd gevormd, een gat waarbij de twee zijden van een gesteenterug nog met elkaar verbonden zijn. Men spreekt eerder van een brug als de rug aan weerszijden van het gat breder wordt; met een boog wordt eerder een losstaand geheel bedoeld. Vaak wordt het verschijnsel ook eerder een brug genoemd in een waterrijke omgeving en spreekt men van een boog in een landomgeving.
Natuurlijke bruggen worden meestal gevormd als smalle richels in het landschap van twee zijden zo ver wegeroderen dat een verbinding gevormd wordt. Dit wordt meestal veroorzaakt doordat het lagere gesteente zachter is (minder competent) en daardoor sneller erodeert dan de bovenlaag. Er vormen zich aan beide zijden inhammen die uiteindelijk bij elkaar komen. Natuurlijke bruggen ontstaan vaak waar kliffen bloot staan aan erosie door de zee, rivieren of verwering.

## Kusterosie

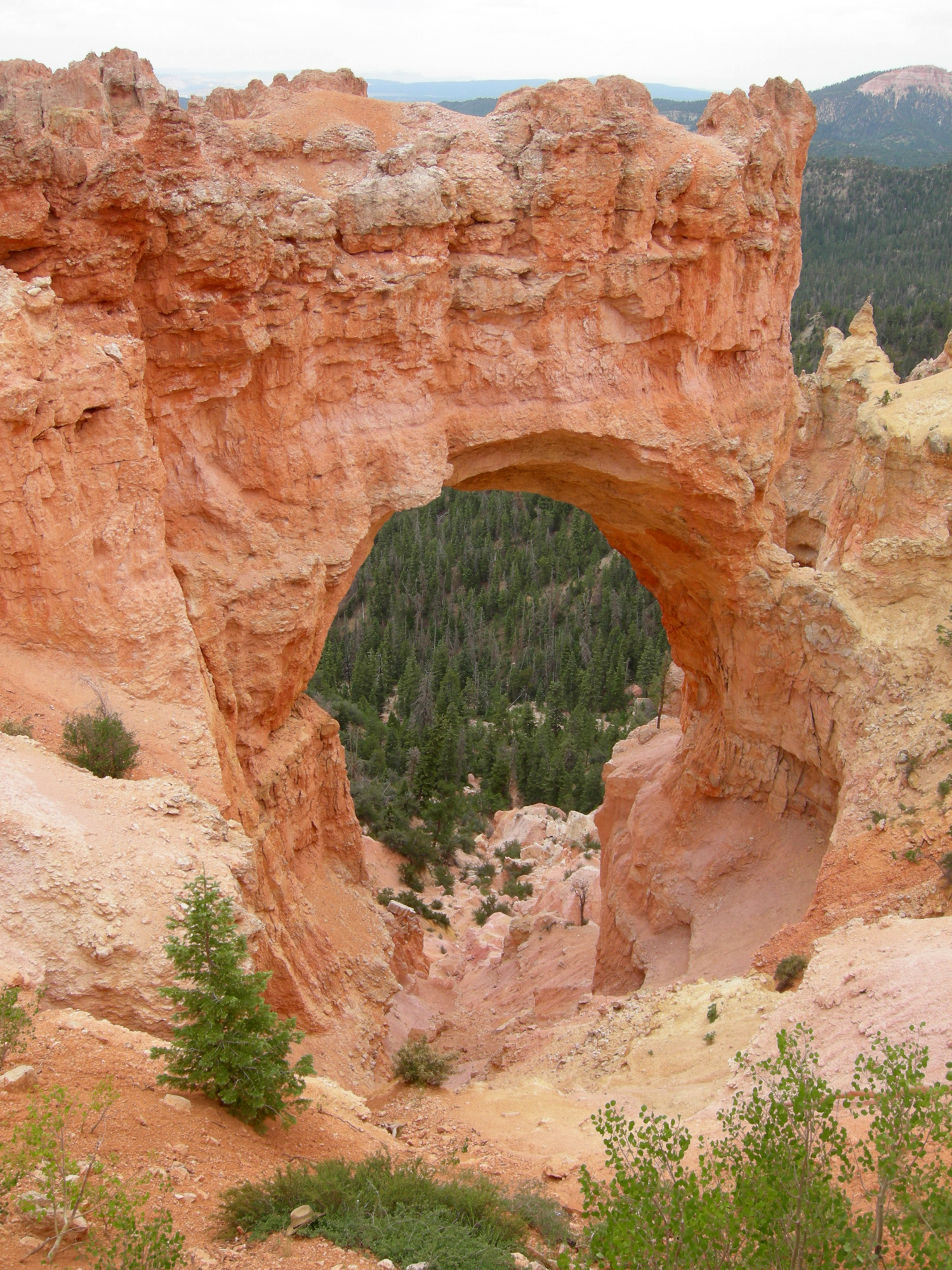
Natural Bridge, Utah

Er kunnen afhankelijk van de geologie twee typen natuurlijke bruggen gevormd worden langs kustlijnen. Langs discordante kustlijnen waar gesteentelagen onder een hoek op de kust staan, zullen competentere lagen in het landschap uitsteken in de vorm van kapen. De golfenergie concentreert zich op de kaap. Zodra de grotten aan de zijkant van een kaap doorbreken kan een natuurlijke brug ontstaan, die uiteindelijk vaak zal instorten zodat de kaap een eiland, een zogenaamde stack, vormt.
Het tweede type brug vormt zich langs concordante kustlijnen, waar de geologische gelaagdheid parallel loopt met de kust. Competentere lagen zullen achtergelegen zwakkere lagen dan beschermen tegen erosie door de golven. Waar de zee toch door de competente laag heen breekt, kan eerst een natuurlijke brug gevormd worden. De zwakkere laag erachter zal echter snel eroderen, zodat een zogenaamde cala (komvormige kleine baai) ontstaat.
Voorbeelden van dit type erosie zijn overal langs hoge kusten te vinden. Langs de kust van Victoria in Australië stond vroeger London Arch, een dubbele natuurlijke brug. Een van de twee bruggen daar is in 1990 onverwachts ingestort als gevolg van de almaar doorgaande erosie. Langs de Europese westkust kunnen op verschillende plekken natuurlijke bruggen en bogen gevonden worden, zoals bij Etretat in Normandië (in krijtgesteente), langs de Noord-Spaanse en Portugese kust en op veel plekken op de Britse Eilanden, zoals Durdle Door (ontstaan in kalksteen) aan de Engelse zuidkust.

## Winderosie

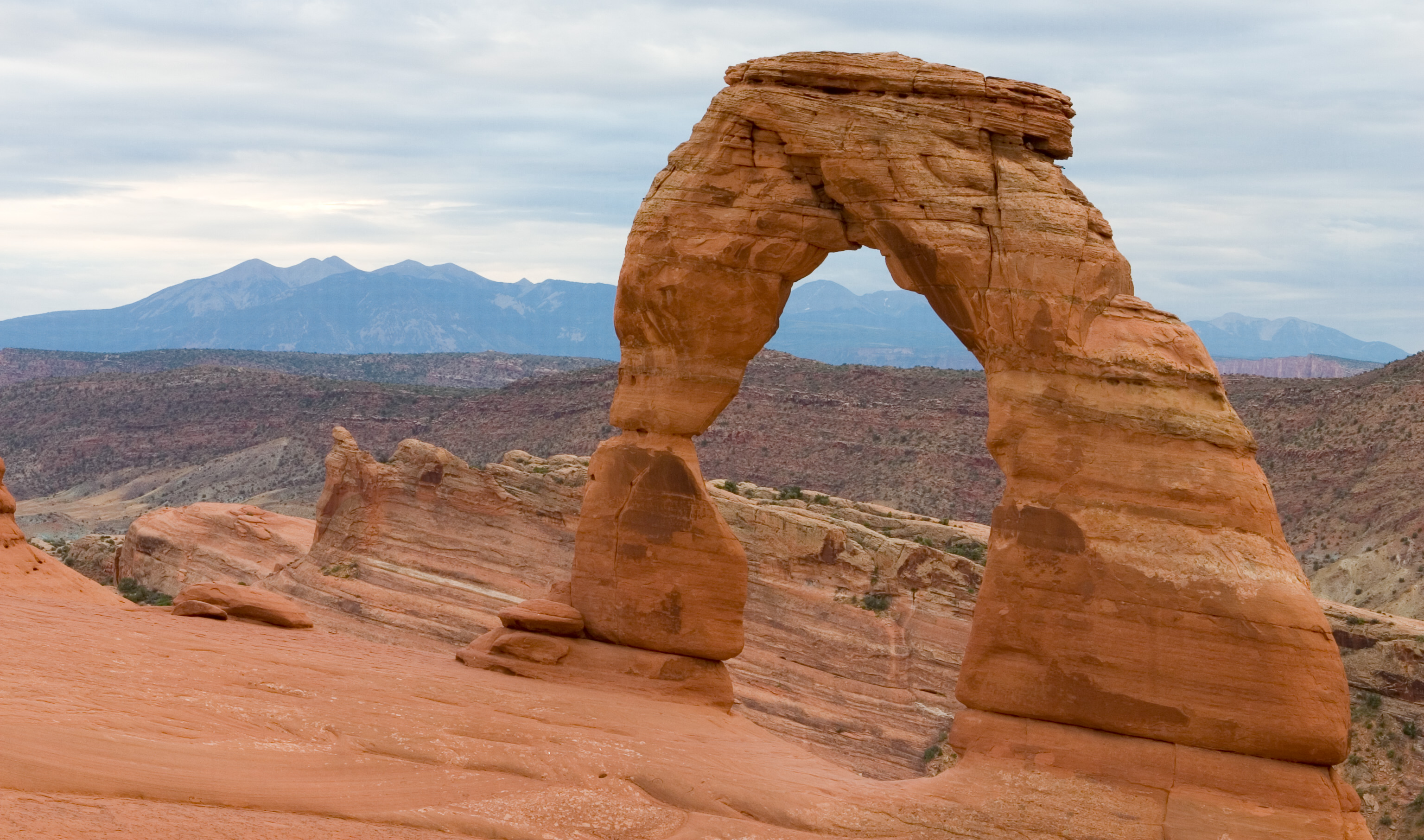
Delicate Arch, Utah, USA

Ook op het land kunnen natuurlijke bruggen en bogen ontstaan. In dit geval wordt het gesteente eerst door fysische verwering verzwakt, er ontstaan scheuren en het gesteente verbrokkelt, vooral op plekken waar het gesteente van nature zwakker was, bijvoorbeeld door sedimentaire gelaagdheid. De winderosie kan het verbrokkelde materiaal makkelijk verwijderen waardoor langgerekte ruggen in het landschap ontstaan. Door vorstverwering kunnen deze aan de zijkanten afschilferen waardoor uiteindelijk een doorgang ontstaat. Door de erosie zullen deze gaten verder uitgroeien tot er een boog ontstaat, die door verder oprukkende erosie uiteindelijk eens zal instorten.
Dit type natuurlijke brug ontstaat het vaakst in poreus gesteente, zoals zandsteen of tufsteen. Een bekende plek waar veel natuurlijke bogen voorkomen is Arches National Park in Utah (V.S.).

## Karsterosie
Door Karsterosie kunnen in gebieden met een natter klimaat natuurlijke bruggen ontstaan door de erosieve werking van rivieren. Door chemische verwering worden eerste potholes in het gesteente uitgesleten; deze kunnen verder uitgroeien tot de andere zijde van het gesteente bereikt wordt en het water voor zichzelf een doorgang heeft gemaakt.
Natuurlijke bruggen kunnen ook ontstaan wanneer in een natuurlijke kalksteengrot twee aangrenzende dolines instorten en er een richel gesteente tussenin overeind blijft staan. De voormalige doorgang van de grot verbindt dan de twee dolines en vormt een natuurlijke brug.